# Kasteel Bloemendale (Sint-Andries)

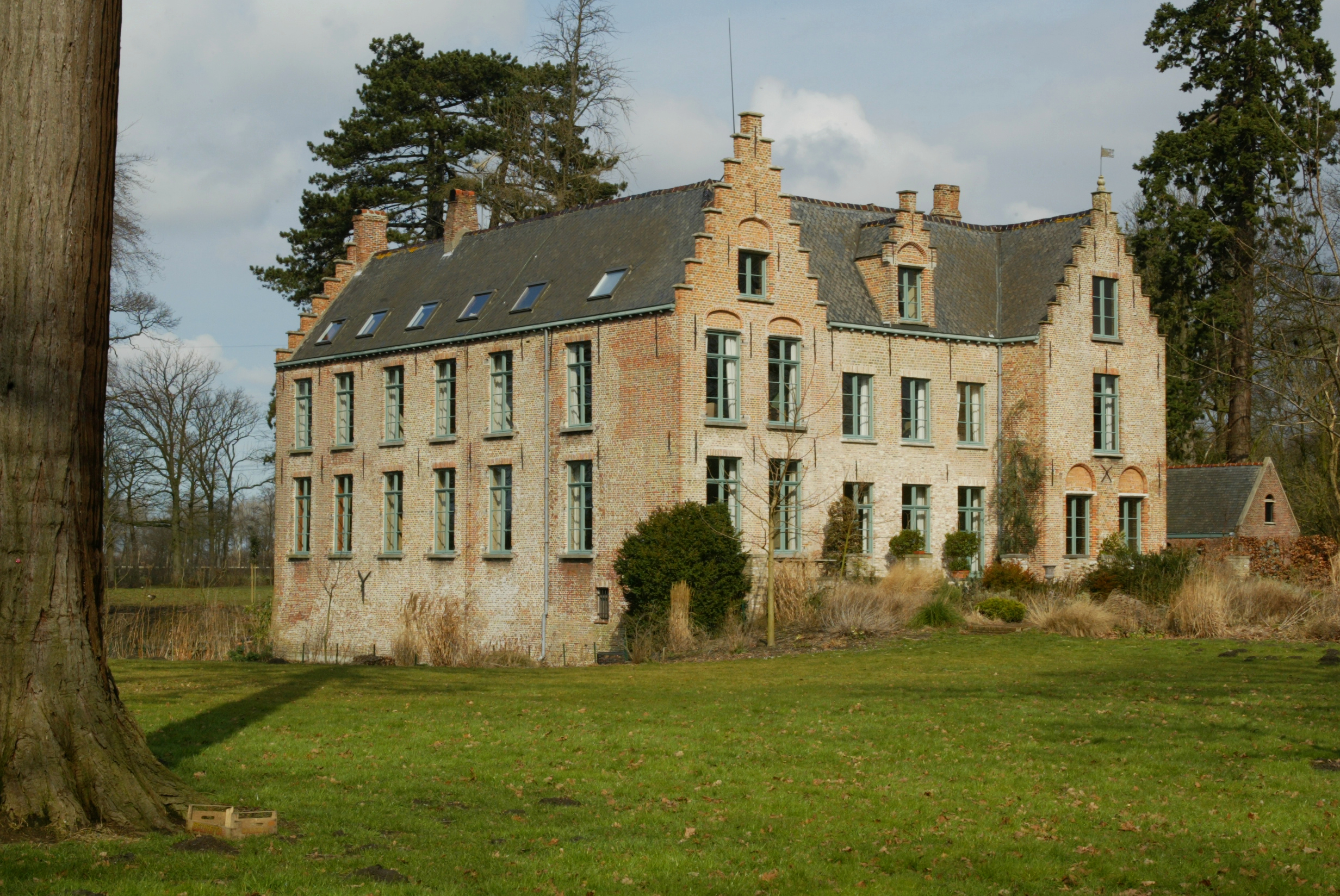
Kasteel Bloemendale in Sint-Andries

Kasteel Bloemendale is een kasteel in de tot de West-Vlaamse stad Brugge behorende deelgemeente Sint-Andries, gelegen aan Bloemendalestraat 8.

## Geschiedenis
Omstreeks 1565 werd dit kasteel afgebeeld op een kaart van Pieter Pourbus. Het had een dubbele omgrachting en vier hoektorens.
In 1641 werd het kasteel omschreven als zijnde met opper- en neerhof, waarbij het opperhof een L-vormige plattegrond had en gedeeltelijk in renaissancestijl werd uitgevoerd.
Het kasteel bleef lange tijd betrekkelijk onveranderd, maar in 1838 kwam een spoorlijn over het domein lopen.
Vooral in 1908-1909 vonden belangrijke uitbreidingen van het kasteel plaats, waarbij de oude kern intact bleef. Een nieuwe vleugel in neogotische stijl werd aangebouwd.
Het kasteel wordt omgeven door een park met een U-vormige waterpartij. Dit park werd omstreeks 1870 aangelegd en heeft sindsdien een aantal wijzigingen ondergaan.